# Capital Indoor Stadium
Het Capital Indoor Stadium van Peking (Chinees: 首都體育館, Shǒudū Tǐyùguǎn) is een stadion in Peking.
Het werd in 1968 gebouwd en er werden onder andere tafeltennis wedstrijden tussen China en de Verenigde Staten gespeeld in het kader van pingpongdiplomatie. Het stadion werd tijdens de Olympische Zomerspelen van 2008 gebruikt voor het volleybal toernooi, na een verbouwing in 2001. Tijdens de Olympische Winterspelen van 2022 worden er de onderdelen shorttrack en kunstrijden gehouden.
- MusicBrainz: e292aff8-6021-483e-a07e-86390a251953